# (1120) Cannonia
(1120) Cannonia ist ein Asteroid des Hauptgürtels, der am 11. September 1928 von der russischen Astronomin Pelageja Fjodorowna Schain am Krim-Observatorium in Simejis entdeckt wurde.
Der Asteroid wurde nach der US-amerikanischen Astronomin Annie Jump Cannon benannt.